# Zachotín
Zachotín (en allemand : Sachotin) est une commune du district de Pelhřimov, dans la région de Vysočina, en Tchéquie. Sa population s'élevait à 236 habitants en 2024.

## Géographie
Zachotín se trouve à 9,5 km à l'est-nord-est de Pelhřimov, à 19 km à l'ouest-nord-ouest de Jihlava et à 96 km au sud-est de Prague.
La commune est limitée par Mladé Bříště au nord, par Mysletín, Dudín et Opatov à l'est, par Vyskytná au sud, et par Pelhřimov, Žirov et Velký Rybník à l'ouest.

## Histoire
La première mention écrite de la localité date de 1379.

## Administration
La commune se compose de trois sections :
- Zachotín
- Častonín
- Petrkov

## Transports
Par la route, Zachotín se trouve à 11,5 km de Pelhřimov, à 25 km de Jihlava et à 113 km de Prague.